# Jean-André Deluc
Jean-André Deluc, född 8 februari 1727 i Genève, död 7 november 1817 i Windsor, var en schweizisk naturforskare.
Deluc utnämndes 1798 till professor i filosofi och geologi i Göttingen, men vistades aldrig där, utan uppehöll sig mestadels i London och Berlin. Han författade flera värdefulla arbeten, bland annat Recherches sur les modifications de l’atmosphère (1772–84), Lettres physiques et morales sur l’histoire de la terre et de l'homme (1778–80), Lettres à Blumenbach sur l'histoire physique de la terre (1798) och Introduction à la physique terrestre etc. (1803). Han var även den, som fulländade konstruktionen av den 80-gradiga termometern. Han tilldelades tillsammans med James Rennell Copleymedaljen 1791.